# 灼熱の魂
『灼熱の魂』(しゃくねつのたましい、Incendies) は、2010年のカナダ映画。レバノン生まれでカナダ・ケベック州に移住した劇作家ワジディ・ムアワッドの戯曲『焼け焦げるたましい（原題：Incendies、戦火）』(2003年) の映画化。ドゥニ・ヴィルヌーヴが脚色と監督を務めた。

## ストーリー
カナダのケベック州。母子家庭で育ったアラブ系の女子大生ジャンヌ・マルワンは、母親ナワルの急死により、双子の弟シモンと共に遺言書を受け取った。それはナワルが死の床で口述した文章で、棺に入れずに裸で埋葬し、墓碑も建てるなと記されていた。墓碑を建てたければ、同封した2通の手紙を父親と兄に届けろと指示される双子。だが、ジャンヌたちは父の名を知らず、兄がいることも聞いていなかった。母の意思に従い、父たちを探すため中東に旅立つジャンヌ。弟のシモンは、変わり者で理解しづらい性格だった母に反発し、カナダから動かなかった。
35年前、中東ではキリスト教徒とイスラム教徒が激しく対立していた。若いナワルが暮らすキリスト教徒の村の近くには、隣国を追われたイスラム教徒の難民キャンプがあった。難民のムスリムの青年と愛し合い、妊娠するナワル。ナワルの兄弟は、この恋を一族の恥と見なして青年を射殺し、ナワルも殺そうとした。祖母に命を救われ、町の叔父の家から大学に通うよう指示されるナワル。生まれた息子は生後すぐに孤児院に預けられ、ニハドと名付けられた。
数年後、ナワルの国はキリスト教徒とイスラム教徒の間で内戦状態に陥った。孤児院のある南部の戦闘が激しいと知り、一人で南部に向かうナワル。だが、孤児院は焼け落ち、息子の消息を知るすべは無かった。イスラム教徒の女子供まで虐殺するキリスト教徒の兵士たちを激しく憎んだナワルは、イスラム教徒の側につき、キリスト教徒である政府の要人に接近して射殺した。
母親の故郷の村を探し当てるジャンヌ。だが、村の女たちはナワルを一族の恥と呼び、ジャンヌを追い出した。母が15年間も監獄に収監されていた事を知るジャンヌ。ナワルは拷問を受けても屈せず、いつも歌っていたために「歌う女」と呼ばれ、イスラム教徒たちからは尊敬される存在だった。
20年前、洗脳されない強情なナワルを痛めつける為に、凄腕の拷問人アブ・タレクが監獄に派遣された。アブ・タレクにレイプされ、獄中で子供を生んでから釈放されるナワル。ジャンヌとシモンは、その時に生まれた子供だったのだ。弟のシモンも中東に飛び、イスラム教徒の武装勢力と接触した。当時を知る老人から兄の消息を聞くシモン。兄のニハドは孤児院から拉致され、イスラムの戦士として成人したが、その後キリスト教徒に捕えられ、洗脳されて拷問人アブ・タレクになったという。
アブ・タレクは後にカナダに渡り、一般人として生活していた。ナワルはアブ・タレクを見かけ、更に彼が息子である事を知った為に、ショックで急激に体調を崩し亡くなったのだった。母の死に際の遺言通りに、アブ・タレクに2通の手紙を渡し、すぐに立ち去るジャンヌとシモン。一通の手紙には、双子がレイプで生まれた彼の子供である事が記され、「息子ヘ」と宛名書きされた手紙には、母として息子を愛するナワルの心情が記されていた。

## キャスト
- ナワル・マルワン - ルブナ・アザバル
- ジャンヌ（ジャナーン）・マルワン - メリッサ・デゾルモー＝プーラン： ナワルの娘。
- シモン（サルワン）・マルワン - マクシム・ゴーデット： ナワルの息子。ジャンヌの双子の弟。
- 公証人ジャン・ルベル - レミ・ジラール： ナワルを秘書として雇い、家族同様に接して来た。
- アブ・タレク - アブデル・ガフール・エラージズ： 監獄の拷問人。
- 公証人マダッド - アレン・アルトマン： レバノンの公証人。ジャンヌらの父親と兄探しを手伝う。
- ワラット・シャムセディン - モハメド・マジュド： 孤児院破壊を指揮した男。ジャンヌらの兄の行方を知る。
- ファヒーム・ハルサ - ナビル・サワラ： 学校の用務員。かつて監獄で13年間、ナワルを監視していた。
- マイカ - バヤ・ベラル： 監獄でナワルの出産を手伝った看護婦。

## 公開
2010年9月4日、ヴェネツィア国際映画祭とテルライド映画祭で上映された後、2010年9月17日からケベック州各地で公開された。2010年9月13日にはトロント国際映画祭で上映され、最優秀カナダ映画賞を受賞した。そのほかにはサンダンス映画祭や釜山国際映画祭でも上映された。
日本では2011年12月17日にTOHOシネマズ シャンテほかにて劇場公開された後、全国順次公開された。

## 評価
映画のレビューを集積するウェブサイトRotten Tomatoesによると、114個のレビューのうち92%が好意的な評価を下し、評価の平均は7.9/10だった。同サイトは批評家の総意を「それは混沌としており、過剰に長く、メロドラマ風だが、それらの欠点は『灼熱の魂』の印象強い演技と破壊的でエモーショナルな衝撃の前には色褪せてしまう」としている。
『灼熱の魂』は第83回アカデミー賞外国語映画部門のカナダ代表作品に選定され、最終的な5本のノミネート作品にまで名を連ねた。ロジャー・イーバートやリチャード・ローパーは本作が受賞にふさわしいと語ったが、賞は『未来を生きる君たちへ』に渡った。『灼熱の魂』はそのほかジェニー賞で8部門、ジュトラ賞では9部門を獲得している。
日本では、第85回キネマ旬報ベスト・テンにて2011年外国映画ベスト・テンの9位に選ばれた。